# Edwin Weber (Chemiker)
Edwin Weber (* 2. August 1946 in Mönchröden, Coburg; † 12. Februar 2020) war ein deutscher Chemiker.

## Leben

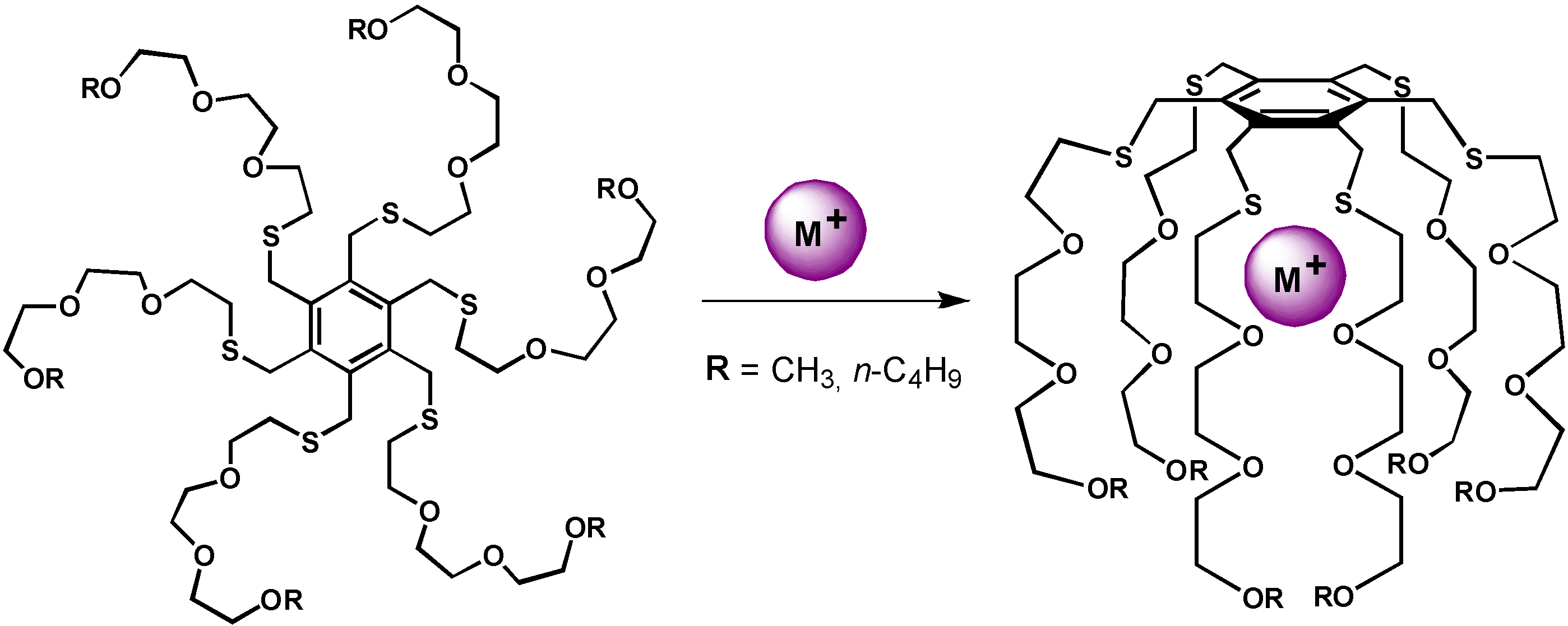
Kraken-Imitation: Durch Kationen-Komplexierung erfolgt eine krakenförmige Anpassung des Wirtmoleküls

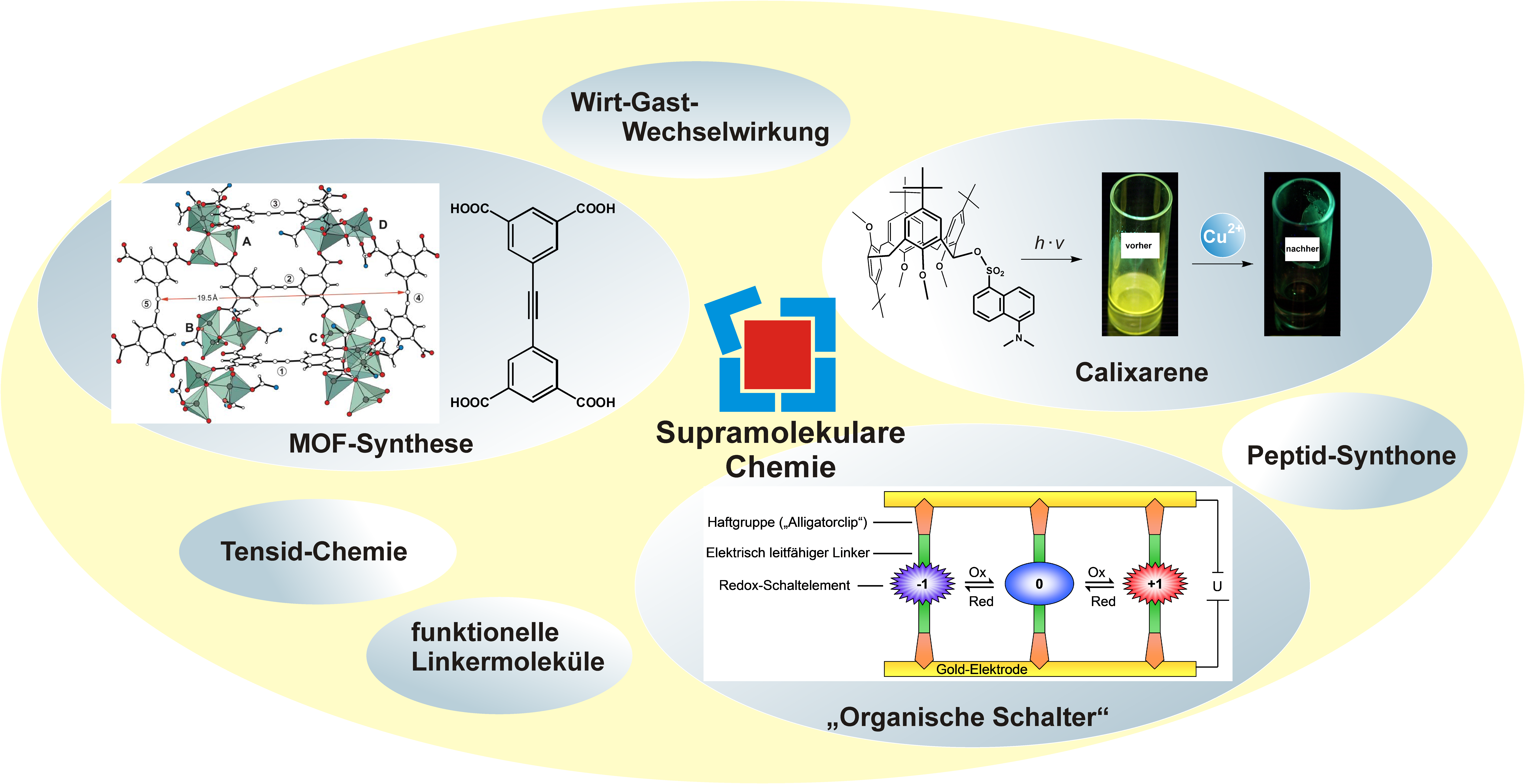
Arbeitsgebiete der AG Weber

Bereits während seiner Diplomarbeit („vierfach überbrücktes Biphenyl“, 1973) widmete er sich dem revolutionären Konzept der Supramolekularen Chemie, einem übergeordneten intermolekularen Prinzip, welches im deutschsprachigen Raum damals maßgebend durch diverse Arbeiten in der renommierten Arbeitsgruppe um Fritz Vögtle (Universität Bonn) popularisiert und weiterentwickelt wurde. Die Promotion (1974–1979) erfolgte bei Fritz Vögtle auf dem Gebiet der Kronenether und war mit einem Umzug des Institutes für Organische Chemie von Würzburg in die damalige Bundeshauptstadt Bonn verbunden. Inhaltlich wird eine beeindruckende Vielfalt neuartiger cyclischer (Podanden), überbrückt cyclischer (Cryptanden) sowie sphärischer (Sphäranden) Kronenether in Synthese und Anwendungspotential präsentiert, woraus diverse Publikationen, wissenschaftliche Beiträge in der Fachliteratur und Patente resultierten. Nach Abschluss der Promotion mit dem Prädikat „summa cum laude“ setzte er die Forschung und Lehre als wissenschaftlicher Mitarbeiter am Institut für Organische Chemie und Biochemie in Bonn fort. Ein Nato-Stipendium ermöglichte einen Forschungsaufenthalt bei Barry M. Trost an der University Wisconsin (Madison, USA, 1980–1981), wobei er sich der „Chiralen Katalyse“ widmete.
1984 habilitierte er an der Rheinischen Friedrich-Wilhelms-Universität Bonn (venia legendi „Organische Chemie“) und begann kurz darauf seine Tätigkeit als Privatdozent. 1986–1991 erhielt er eine Professur am Institut für Organische Chemie und Biochemie der Universität Bonn und wurde dort 1992 zum außerordentlichen Professor ernannt. 1992–1993 nahm er eine Lehrstuhlvertretung am Institut für Organische Chemie der Universität Kiel wahr, bevor er 1993 einem Ruf als Professor für Organische Chemie an die TU Bergakademie Freiberg folgte. Dort leitete er bis zur Emeritierung im Oktober 2011 das Institut für Organische Chemie. Seine Nachfolgerin ist die Chemikerin Monika Mazik.
Seine ungebrochene Leidenschaft für die Supramolekulare Chemie setzte sich in den Arbeitsschwerpunkten fort: Tensidsynthese und -funktionalisierung, Design von Hohlraummolekülen, Crystal Engineering sowie Molekül-Sensoren zählten zu den fokussierten Themenbereichen. Daneben bearbeitete er interdisziplinäre Themen wie organische Schalter- und poröse Speichermaterialien (MOF, COF).

## Mitgliedschaften
Gesellschaft Deutscher Chemiker

## Publikationen
In Summe wurden von Weber über 400 Artikel publiziert. Unter seiner Anleitung entstanden 50 Dissertationen und über 100 Diplomarbeiten. Zwei Patente gehen auf seine Urheberschaft zurück.
- „Host Guest Complex Chemistry III“, Topics in Current Chemistry, Vol. 121, Springer-Verlag, Berlin-Heidelberg, 1984, ISBN 3-540-12821-2
- „Stereochemistry“, Topics in Current Chemistry, Vol. 125, Springer-Verlag, Berlin-Heidelberg, 1984, ISBN 3-540-13569-3
- „Host Guest Complex Chemistry, Macrocycles – Synthesis, Structures, Applications“, Springer-Verlag, Berlin-Heidelberg-New York-Tokyo, 1985, ISBN 0-387-13950-8
- „Biomimetic and Bioorganic Chemistry I“, Topics in Current Chemistry, Vol. 128, Springer-Verlag, Berlin-Heidelberg, 1985, ISBN 0-387-15136-2
- „Biommimetic and Bioorganic Chemistry II“, Topics in Current Chemistry, Vol. 132, Springer-Verlag, Berlin-Heidelberg, 1986, ISBN 0-387-16023-X
- „Biomimetic and Bioorganic Chemistry III“, Topics in Current Chemistry, Vol. 136, Springer-Verlag, Berlin-Heidelberg, 1986, ISBN 3-540-16724-2
- „Molecular Inclusion and Molecular Recognition – Clathrates I“, Topics in Current Chemistry, Vol. 140, Springer-Verlag, Berlin-Heidelberg, 1987, ISBN 0-387-17307-2
- „Molecular Inclusion and Molecular Recognition – Clathrates II“, Topics in Current Chemistry, Vol. 149, Springer-Verlag, Berlin-Heidelberg, 1988, ISBN 3-540-19338-3
- „Macrocycles“, Topics in Current Chemistry, Vol. 161, Springer-Verlag, Berlin-Heidelberg, 1992, ISBN 0-387-54348-1
- „Supramolecular Chemistry I – Directed Synthesis and Molecular Recognition“, Topics in Current Chemistry, Vol. 165, Springer-Verlag, Berlin-Heidelberg, 1993, ISBN 0-387-56280-X
- „Cyclophanes“, Topics in Current Chemistry, Vol. 172, Springer-Verlag, Berlin-Heidelberg, 1994, ISBN 0-387-58257-6
- „Supramolecular Chemistry II – Host Design and Molecular Recognition“, Topics in Current Chemistry, Vol. 175, Springer-Verlag, Berlin-Heidelberg, 1995, ISBN 3-540-58800-0
- „Design of Organic Solids“, Topics in Current Chemistry, Vol. 198, Springer-Verlag, Berlin-Heidelberg, 1998, ISBN 3-540-64645-0